# Рівка Ґубер
Рівка́ Ґу́бер (івр. רבקה גוּבֶּר; 1902 — 10 вересня 1981 року) — ізраїльська соціальна працівниця, вихователька, активістка, яку прозвали «матір'ю синів» (івр. אם הבנים) після того, як вона втратила двох своїх синів у Війні за незалежність. Отримала Премію Ізраїлю (1976) за свою роботу з абсорбції репатріантів.

## Біографія

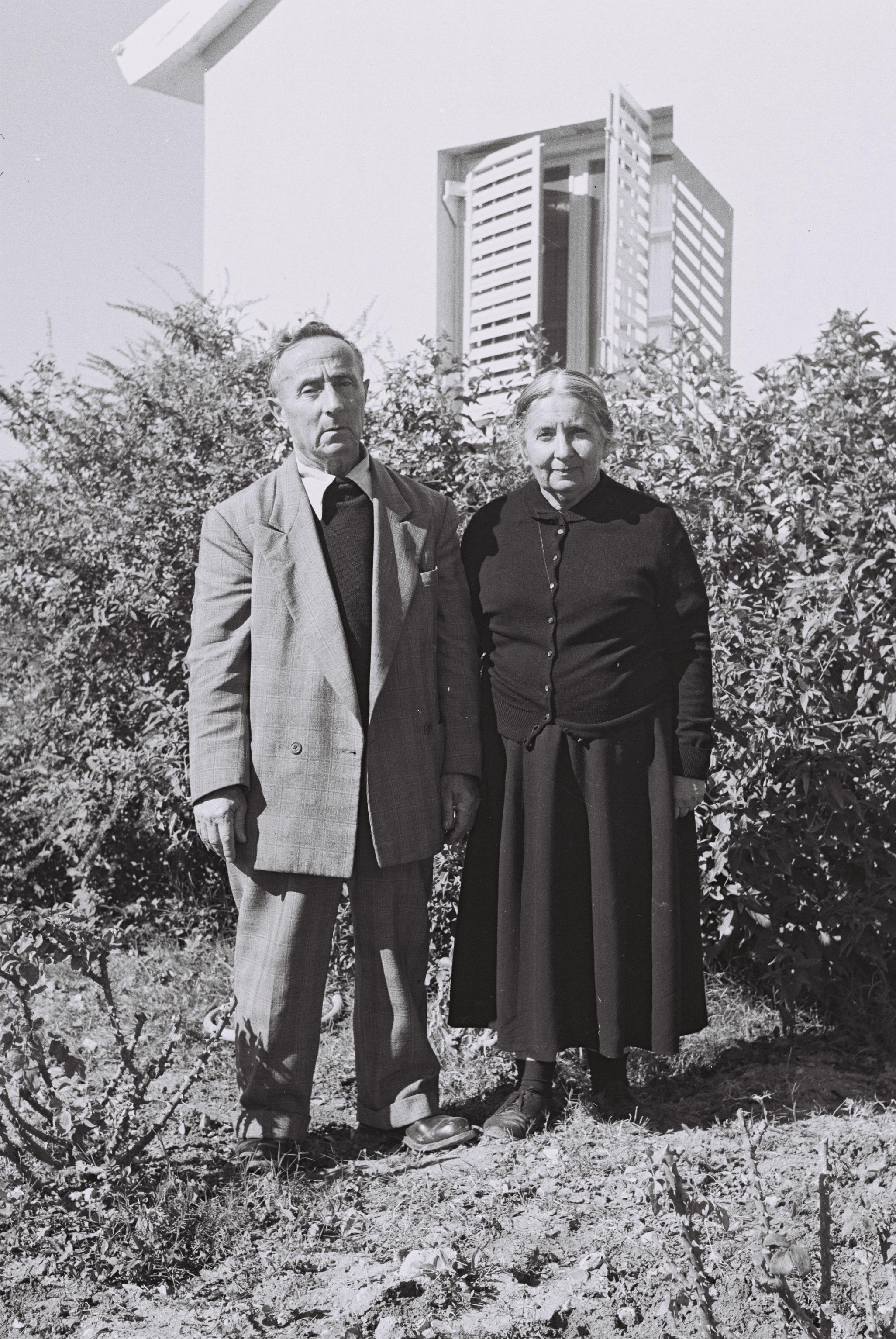
Рівка та Мордехай Ґубери (1959)

#### Ранні роки
Рівка, уроджена Бумаґіна (івр. בּוּמָגִין), народилася 1902 року в селянській родині в єврейській землеробській колонії Ново-Вітебськ (тепер — Нововітебське), у Херсонському повіті на південному заході тодішньої Російської імперії (тепер — Україна).
Вона була відмінницею, допомагала родині обробляти землю. Вона відвідувала гімназію в Катеринославі (тепер — Дніпро) з наміром продовжити навчання у вищому навчальному закладі, але після Жовтневого перевороту була змушена повернутися до Нововітебська, де працювала вчителькою. 1921 року вийшла заміж за Мордехая Ґубера, студента Слобідської єшиви, викладача івриту, активіста сіоністського підпілля, який двічі був ув'язнений. 1925 року обоє несподівано отримали дозвіл на виїзд з Радянського Союзу. Вони переїхали до Палестини та приєдналися до «Південної групи» в Реховоті, де вони готувалися розбудовувати поселення. У 1934 році разом зі своїми друзями вони були одними із засновників поселень Кфар-Білу (1933) та Кфар-Варбурґ. Під час Другої світової війни вона записалася до жіночого допоміжного територіального корпусу британської армії для війни проти нацистської Німеччини, і служила там із 1940 по 1942 роки.
У пари було двоє синів — Ефраїм (1927 —1948) і Цві (1931 —1948), а також донька Хая (1938).

#### «Мати хлопців»

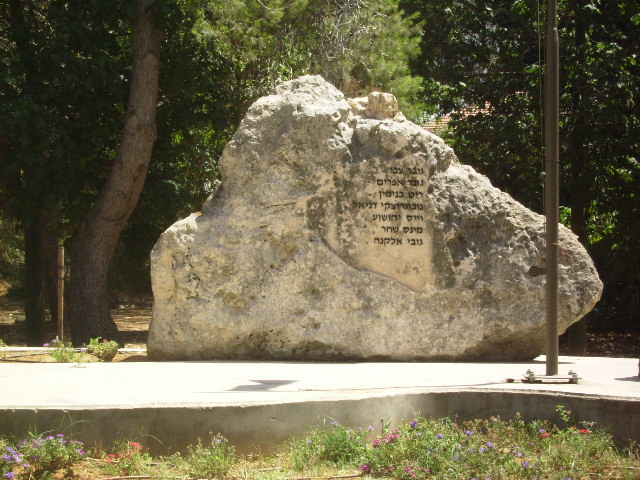
Пам'ятник полеглим у поселенні Кфар-Ахім, у верхній частині списку — Цві та Ефраїм Ґубери

Під час Війни за незалежність її старший син, Ефраїм, був командиром у єврейській партизанській організації «Га-Аґана», і він загинув 26 березня 1948 року під час нападу на мошав Тірат- Шалом, коли йому було 20 років. Через три місяці її другий син, Цві, загинув 8 липня 1948 року у битві за горби села Хулікат (там була єдина прокладена дорога на Південь), коли йому було 17; тіло Цві знайшли приблизно рік після цього, разом із тілом його бойового товариша Імануель Тухлер (івр. עמנואל טוכלר). Цві похований поруч зі своїм братом на військовому кладовищі в Кфар-Варбурзі.
У 1950-х і 1960-х Ґубер називали «матір'ю синів», коли вона стала в очах багатьох у країні символом матері, яка втратила найцінніше, але не дозволила своєму горю взяти верх над нею, невтомно працюючи над абсорбцією іммігрантів у суспільство. Це прізвисько дав Давид Бен-Ґуріон, який тепло листувався з нею.

#### Поселення та абсорбція

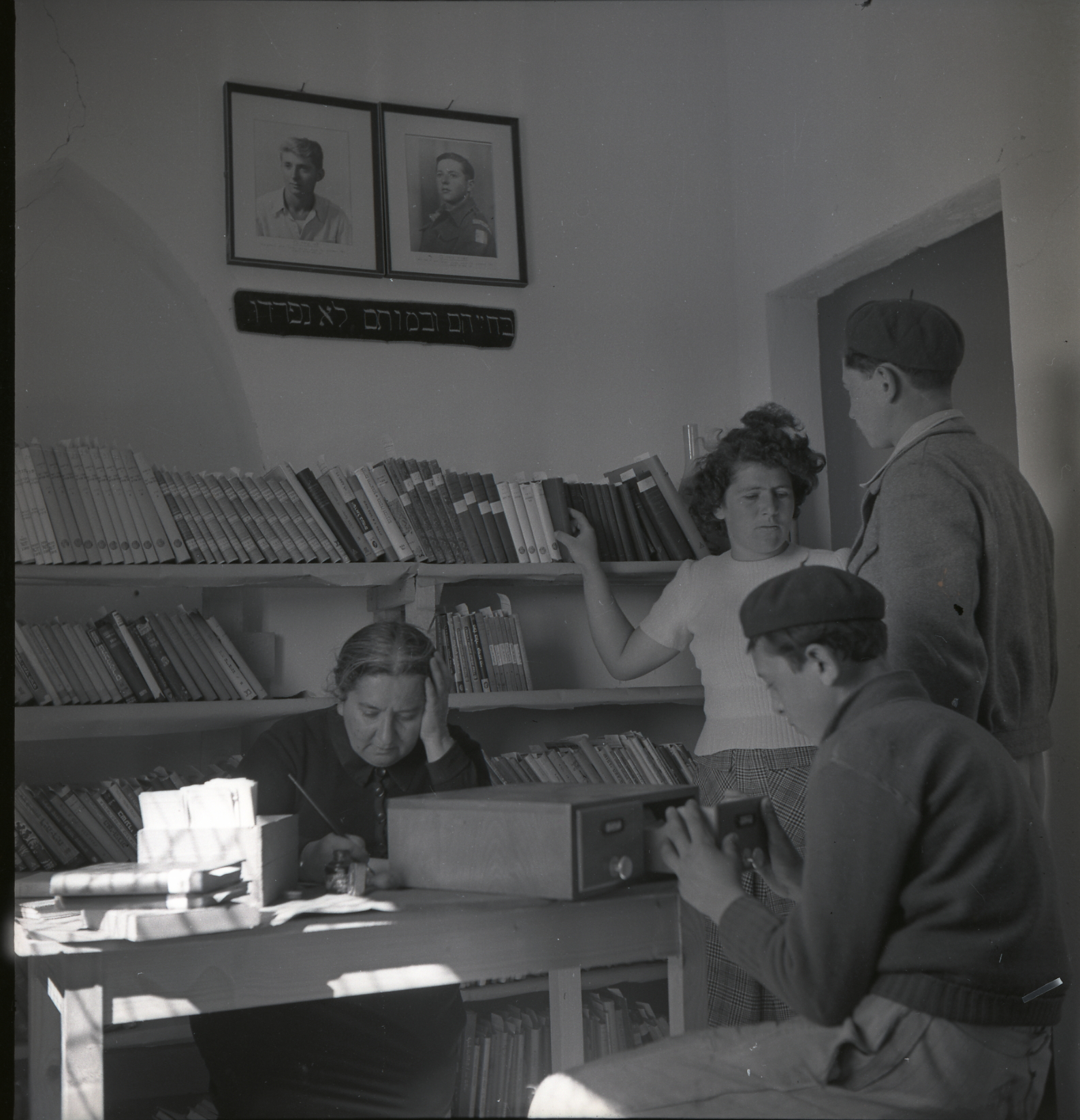
Рівка Ґубер за волонтерською роботою у регіоні Лахіш (1954)

Після закінчення Війни за незалежність подружжя Ґубер звернулося до Єврейського агентства з проханням привезти нових іммігрантів для поселення в околицях мошава Беер-Тувія. Мордехай, який був головою регіональної ради Беер-Тувії, займався абсорбцією іммігрантів як частиною своєї роботи, а Рівка Ґубер керувала школою в таборі абсорбції Кастіна. Під її керівництвом школа мала честь зберігати «прапор Єрусалиму», знак передового досвіду від Єврейського національного фонду.
У 1955 році Єврейське агентство почало реалізацію великого плану поселення в Лахішському регіоні. Мордехай і Рівка переїхали до регіону Лахіш і були серед засновників іммігрантських поселень у регіоні.
Три роки вони були серед нових іммігрантів і ділили труднощі та успіхи. На другому році проживання в Лахіші, прагнучи бути в усьому рівними з іммігрантами (які приїхали до Ізраїлю ні з чим) вони відписали своє майно в Кфар-Варбурзі організації «Фонду захисту».
У цей період Мордехай очолював регіональну раду Лахіша, а Рівка була гідом для іммігрантів, вчителькою у таборі абсорбції Кастіна, директоркою школи та волонтеркою. Ґубер заохочувала мошавників із Кфар-Варбурґа та Беер-Тувія наймати іммігрантів. Вона працювала над організацією освітньої бази для іммігрантів і допомагала в створенні освітньої інфраструктури міста Кір'ят-Малахі. 1961 року вона опублікувала книгу «До смолоскипів Лахішу» (івр. אל משואות לכיש, «Ель масу'от Лахіш»), яка описує різні етапи абсорбції іммігрантів і розвитку країни на основі її досвіду та роботи з іммігрантами на Півдні. Книга принесла їй премію імені Хаїма Ґрінберґа від організація «Pioneer Women».
1962 року Кастінську школу перейменували на «Братську» школу в пам'ять про її двох загиблих синів. Ґубер дуже поважала іммігрантів-жителів тимчасових наметів і говорила, що: «Більше, ніж держава поглинула її — ця алія поглинула державу» (івр. יותר מאשר המדינה קלטה אותה – קלטה עלייה זו את המדינה).
У 1968 році подружжя Ґубер переїхало до Кфар-Ахіма, названого на честь їхніх двох убитих синів. Ґубер опублікувала «Книгу братів» (івр. ספר האחים), яка містить збірку творів її двох синів, а також книгу «З синами» (івр. עם הבנים), в якій вона писала про своє життя та своїх синів. «Ця книжка не була написана — вона була зроблена, — написала вона у передмові до книги, — зроблена серед усіх інших занять і численних обов'язків, якими матері в усьому світі вміють займатися разом, одночасно» (івр. נעשה בין כל שאר העשיות והמלאכות המרובות אשר אמהות בעולם כולו יודעות לעשותן יחד, בעת ובעונה אחת). Книга вийшла англійською (1966), японською (1973) і російською (1976) мовами.

#### Останні роки
1976 року вона отримала Премію Ізраїлю за її особливий внесок у суспільство та Державу Ізраїль, за її працю в освіті та абсорбції репатріантів.
У вересні 1978 року помер Мордехай, її чоловік.
У березні 1979 року прем'єр-міністр Менахем Беґін запросив Ґубер як почесну гостю на церемонію підписання мирної угоди з Єгиптом у Кемп-Девіді.
У вересні 1981 року Ґубер вчинила самогубство. Її поховали поруч із синами на кладовищі в Кфар-Варбурзі. Тисячі людей відвідали її похорон, у тому числі президент Іцхак Навон, спікер Кнесету Менахем Савідор, головний рабин Ізраїлю Шломо Ґорен, члени Кнесету, голови громад, письменники та художники. Вона залишила доньку Хаю та маленького онука Йонатана.
Ґубери заповіли усе своє майно державі.
Її іменем названо школу в місті Негора та вулиці в містах Тель-Авів, Раанана, Кфар-Сава, Петах-Тіква та Кір'ят-Малахі. У 1992 році гербова служба випустила марку на її честь, на якій зображено три портрети Рівки Ґубер і пейзаж регіону Лахіш.

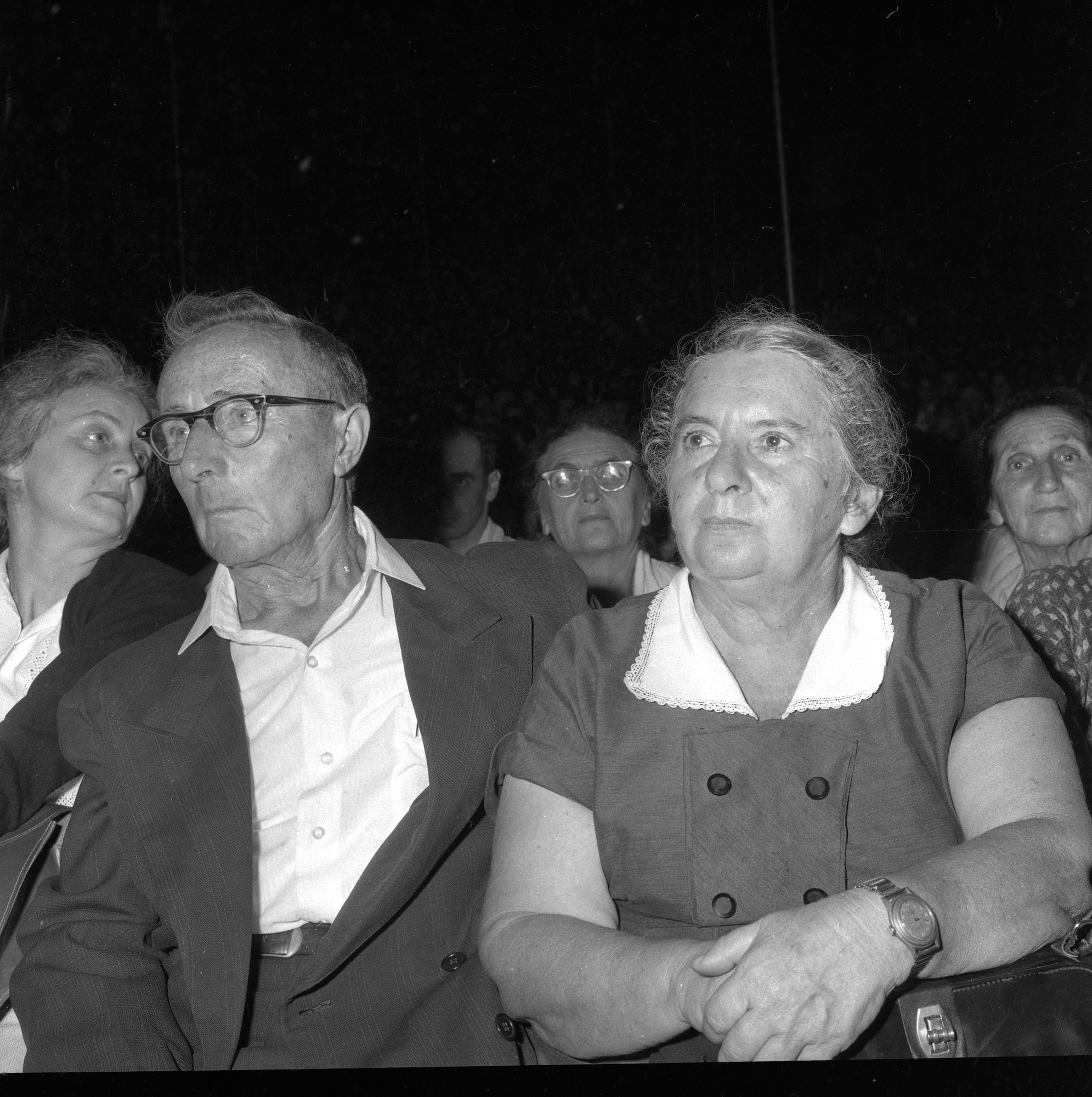
Відзначення п'ятиріччя регіону Лахіш (1959)
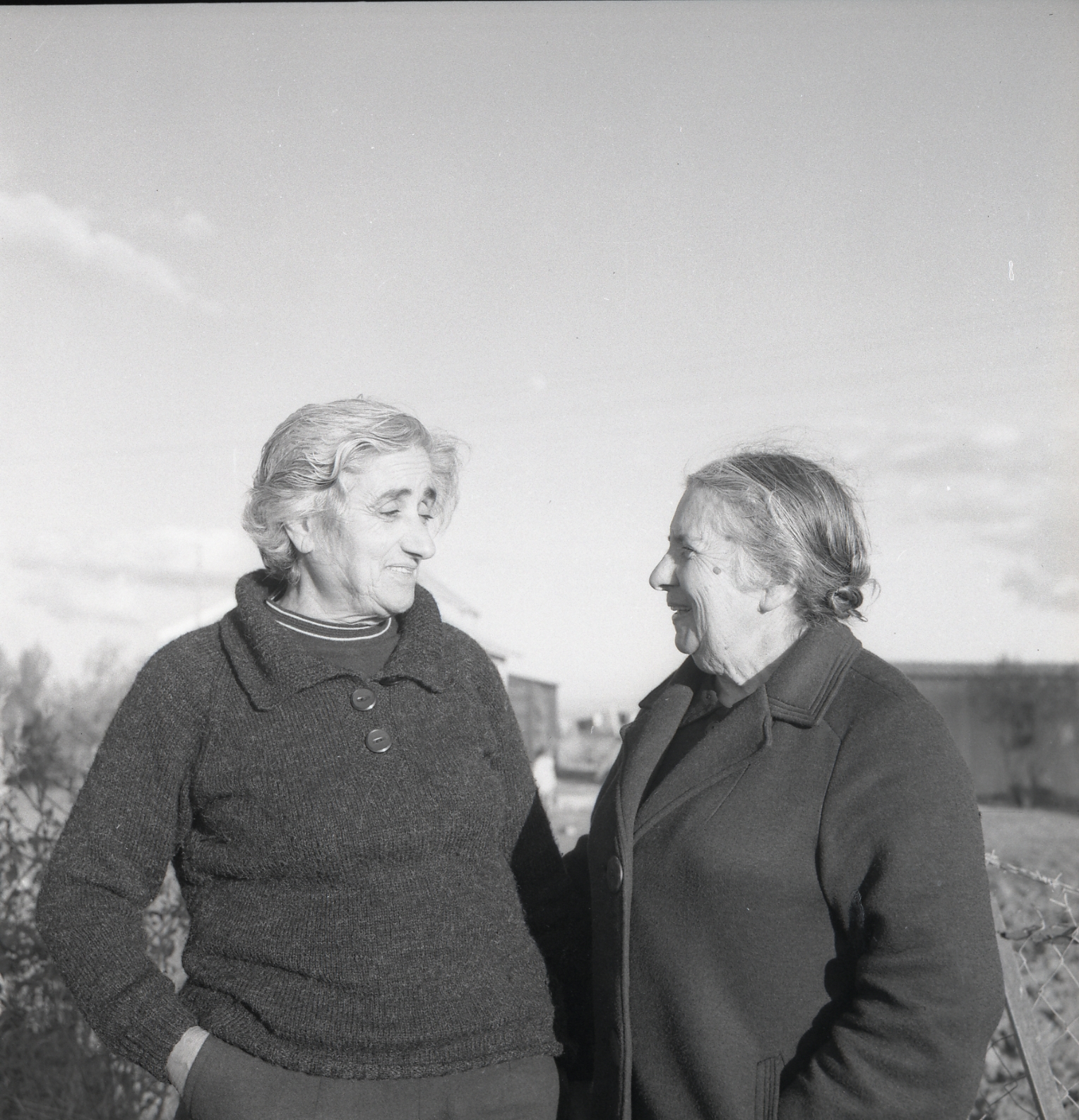
Рівка Ґубер у Кір'ят-Ґат (1964)
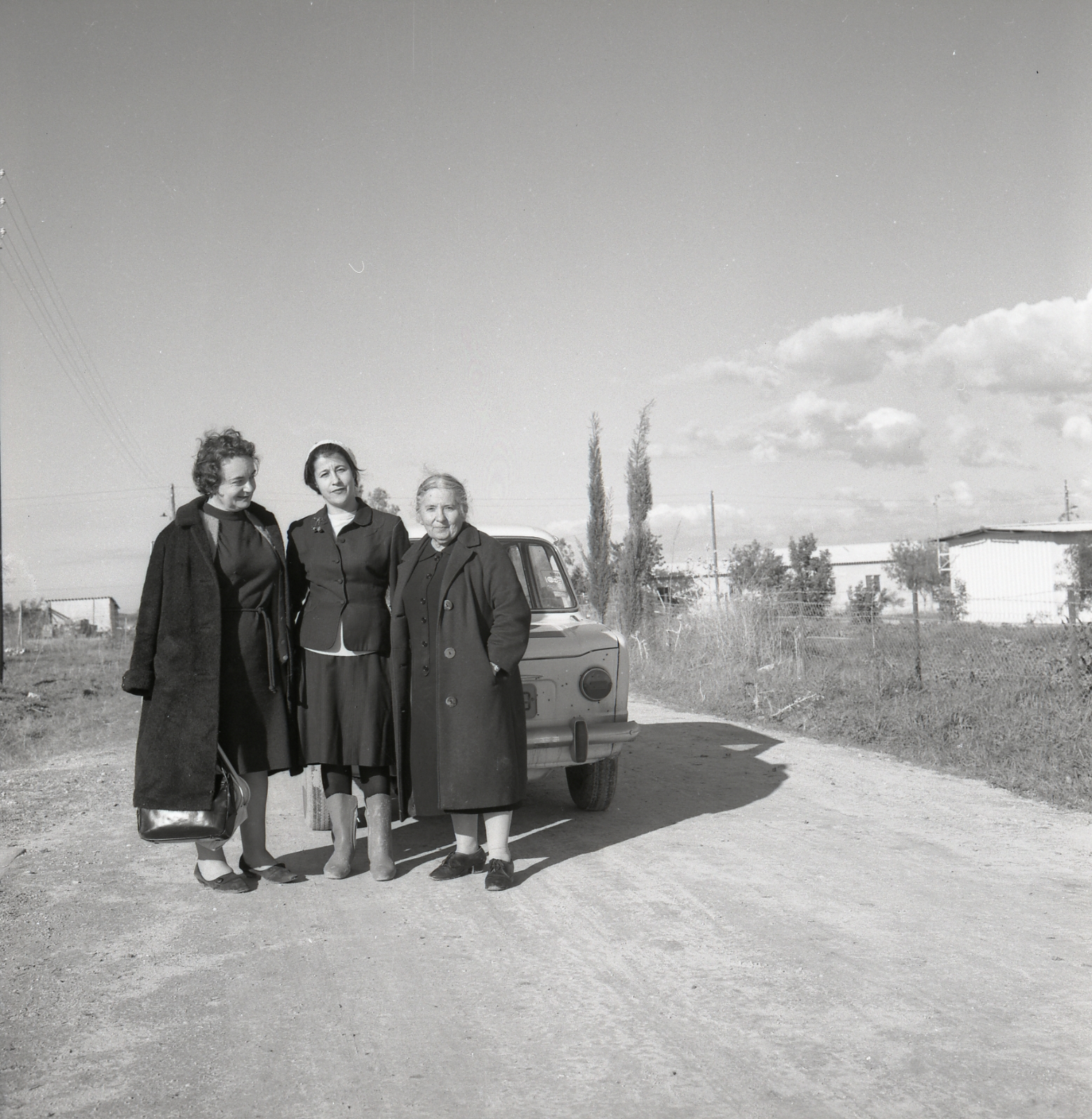
Рівка Ґубер у Кір'ят-Ґат (1964)
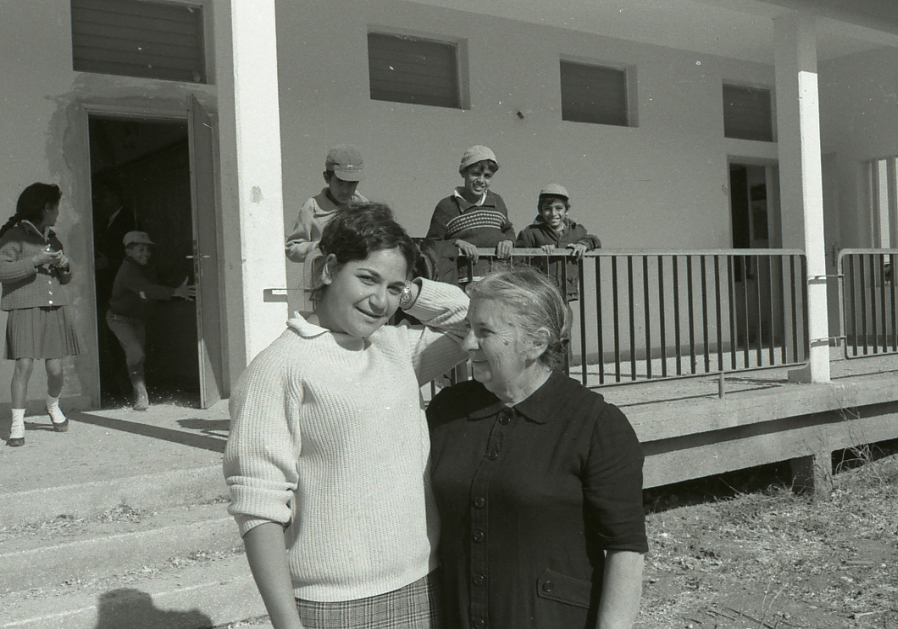
Рівка Ґубер у Кір'ят-Ґат (1964)

## Праці
- «Книга братів: Неопубліковані твори Ефраїма та Цві Ґуберів» (івр. ספר האחים: מעזבונם של אפרים וצבי גובר)[15]
- «З синами» (івр. עם הבנים)[16]
- «До смолоскипів Лахішу» (івр. אל משואות לכיש)[17][18]
- «Лахіш: історична літературна антологія» (івр. לכיש: מקראה ספרותית היסטורית, לעשור ההתנחלות בחבל)
- «Тільки стежка» (івр. רק שביל)[19]
- «Історія Кфар-Ахім» (івр. אלה תולדות כפר-אחים: לפי סיפוריהם המוקלטים של חברי כפר-אחים)
- «Історії для майбутніх поколінь» (івр. מורשה להנחיל)[20]
- «Лахіш: 25 років» (івр. לכיש: במחצית היובל להתנחלות בחבל (תשט"ו-תש"מ))

Тексти її авторства
- הפואימה הפדגוגית שלי, מעריב, 11 באפריל 1960 (מתוך «אל משואות לכיש»)
- אל משואות לכיש: הימים הראשונים בנוגה, מעריב, 21 בספטמבר 1960 (מתוך הספר)
- קורות ספר אחד: להופעת «ספר האחים» בתרגום אנגלי, מעריב, 29 באפריל 1966
- שמונים שנה לאדריכל המדינה: כתר דוד, דבר, 5 באוקטובר 1966

### Переклади
- The Signal Fires of Lachish; Translated by Margalit Benaya, Tel Aviv: Massadah, 1964. (אנגלית: אל משואות לכיש)
- Las hogueras de Lajish; traducción de Etty Elkin de Gitrik, Buenos Aires: Editorial Israel (Biblioteca Israel), 1964 5724. (ספרדית: אל משואות לכיש)
- Two Brothers: From the Posthumous Papers of Ephraim and Zvi Guber; ’The Mother reminisces’ [by Rivka Guber] and ’Ephraim's Writings’ were translated by Elsie Chomsky; ’Zvi's writings’ were translated by M. Lask, Tel Aviv: Massada, 1966. (אנגלית: ספר האחים)
- Only a Path; Translated from the Hebrew by Nechama Genossar, Ramat Gan: Massada, 1972. (אנגלית: רק שביל)
- Yukiaru hitobito; [by] Ephraim Guber; [compiled by] Rivka Guber; [translated by] Taguchi Sachiko, Tokyo: Dokuritsu Shuppan, 1973. (יפנית: ספר האחים)
- Die Feuerzeichen von Lachisch. aus den Lebenserinnerungen einer Pionierin; Aus dem Englischen übertragen von Lore Hartmann-v. Monakow, Zürich: Freunde des Schweizer Kinderdorfs (Kirjath Jearim), 1974. (גרמנית: אל משואות לכיש)
- Костры Лахиша; [пер. с иврита: Ривка Рабинович], Тель-Авив: Ам-Асефер, 1975. (רוסית: אל משואות לכיש)
- Книга братьев Эфраим и Цеви Губер; пер.: Ривка Рабинович, А. Гинзберг-Газов; ред., А. Элинсон-Белов, Тель-Авив: Ам-Асефер, 1976. (רוסית: ספר האחים)
- Village of the Brothers: Memoirs of the Members of Kfar Ahim; compiled by Rivka Guber; foreword by Yitzhak Navon; introd. by Elie Wiesel, New York: Shengold Publishers, 1979. (אנגלית: אלה תולדות כפר-אחים)

## Виноски
1. 1 2 3 4 5 6 7 8  Rivka Guber (англ.) . jwa.org.
2. ↑  סיפור חייו (івр.) . www.izkor.gov.il.
3. ↑  לויה צבאית לצבי גובר ולעמנואל טורלר (івр.) . Давар. 03.07.1949.
4. ↑  דגל ירושלים לבי"ס לילדי עולים (івр.) . Давар. 19.10.1952.
5. ↑  מסיבה לרבקה גובר להופעת ספרה "אל משואות לכיש" (івр.) . Давар. 14.05.1961.
6. ↑  פרס חיים גרינברג לרבקה גובר על ספרה "אל משואות לכיש" (івр.) . Давар. 01.06.1962.
7. ↑  Israel Prize recipients in 1976 (in Hebrew). Israel Prize Official Site. Архів оригіналу за 30.12.2011.
8. ↑  פרס-ישראל לקליטת עליה לרבקה גובר ויעקב מימון (івр.) . Давар. 29.01.1976.
9. ↑  חתני פרס ישראל תשל"ו: קליטת עליה: רבקה גובר (івр.) . Давар. 03.05.1976.
10. ↑  מי ייהנה מהפרס (івр.) . Давар. 26.05.1976.
11. ↑  מתה רבקה גובר (івр.) . Давар. 11.09.1981.
12. ↑  רבקה גובר היום למנוחות בכפר-ורבורג (івр.) . Давар. 13.09.1981.
13. ↑  אלפים בלוויית רבקה גובר (івр.) . Давар. 14.09.1981.
14. ↑  Famous Women on Stamps -Israel 1992 (англ.) . stampdigest.in. 18.10.2018.
15. ↑  דוד לאזר (17.06.1950). מעט לעט: בחייהם ובמותם: אפרים גובר; צבי גובר (івр.) . Маарів.
16. ↑  עמנואל בן גריון (26.06.1953). עם הבנים (івр.) . Давар.
17. ↑  הופיע "אל משואות לכיש" מאת רבקה גובר (івр.) . Давар. 24.03.1961.
18. ↑  ספרי רבקה גובר תורגמו ליפאנית (івр.) . Давар. 18.09.1973.
19. ↑  דוד לאזר (05.06.1970). יומן ספרותי: קצת אוויר לנשימה (івр.) . Маарів.
20. ↑  תעודה: רבקה גובר: מורשה להנחיל (івр.) . Маарів. 06.07.1979.